# Carne di coniglio
La carne di coniglio è un tipo di carne ottenuto principalmente dall'allevamento e macellazione del coniglio domestico. In misura minore può essere ottenuta dalla caccia al coniglio selvatico. 

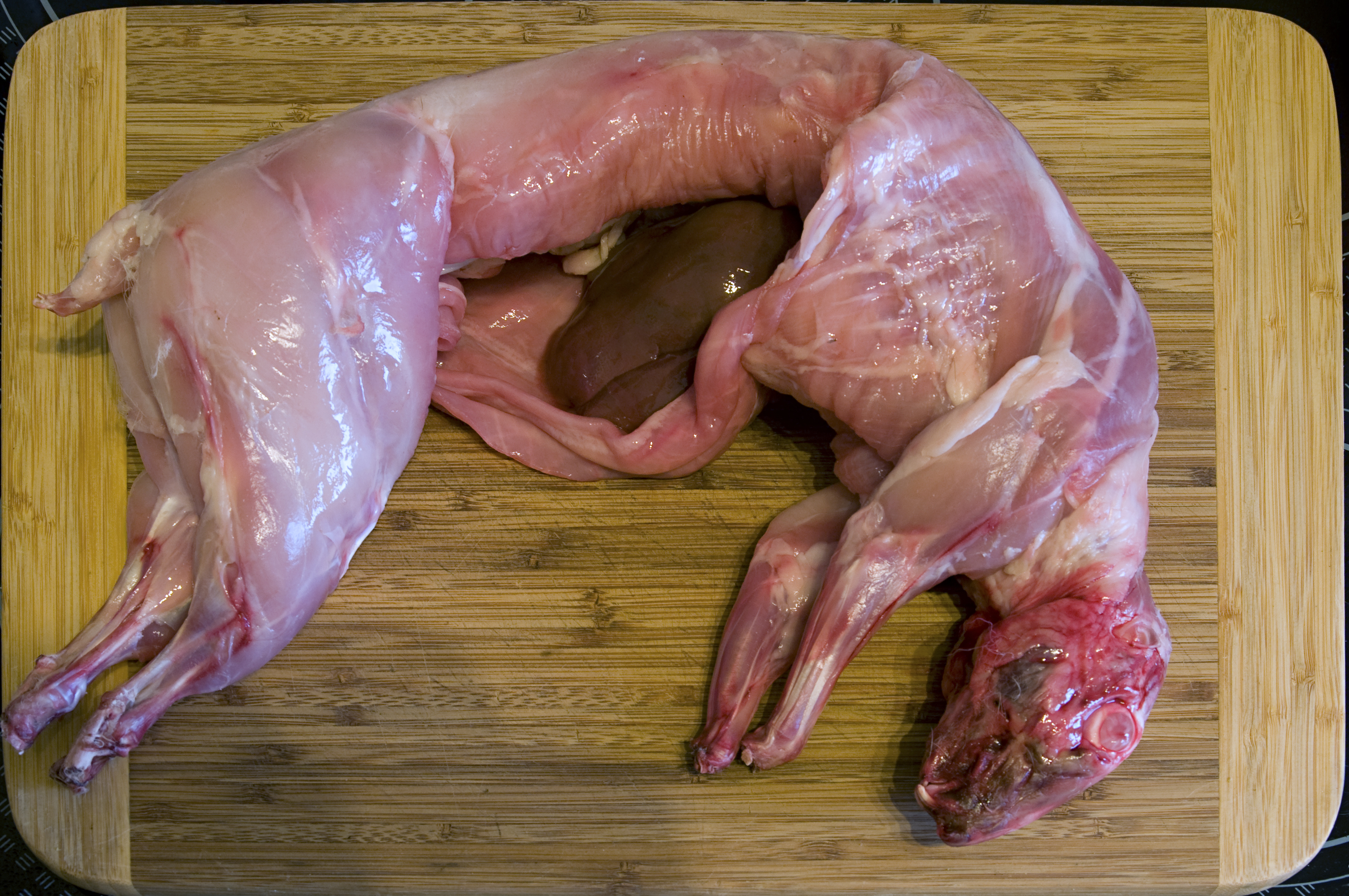
Coniglio scorticato pronto per la conservazione o la cucina

## Produzione e consumo
La produzione di carne di coniglio è presente in molti Paesi, ma si tratta di una produzione minore rispetto a quelle di carne suina, carne di pollo e carne bovina.  I maggiori produttori di carne di coniglio sono nell’ordine l'Unione europea e la Cina; seguono il Venezuela, la Corea del Nord, l’Egitto e la Russia. Nell'ambito dell'Unione Europea, i maggiori produttori sono l'Italia, la Spagna e la Francia. Questo tipo di carne è maggiormente consumata nei Paesi del Mediterraneo e in alcuni Paesi asiatici. I maggiori consumi per persona si registrano in Cina, Italia, Spagna, Francia, Malta, Cipro, Corea del Nord ed Egitto. Nei paesi anglosassoni il coniglio è considerato un animale di affezione e il consumo della sua carne, pur non essendo vietato, è poco popolare.
Come in altri Paesi, anche in Italia si registra una diminuzione del consumo di carne di coniglio. Tra le cause della minore richiesta da parte del consumatore vi sono: i maggiori prezzi unitari di vendita rispetto a quelli della carne bovina e suina, fenomeno dovuto alla minore efficienza della filiera cunicola italiana, e la preparazione culinaria più difficoltosa della carne di coniglio rispetto ad altre carni.

### Divieti religiosi
Il consumo di carne di coniglio è vietato dalla religione ebraica.

## Caratteristiche

Illustrazione

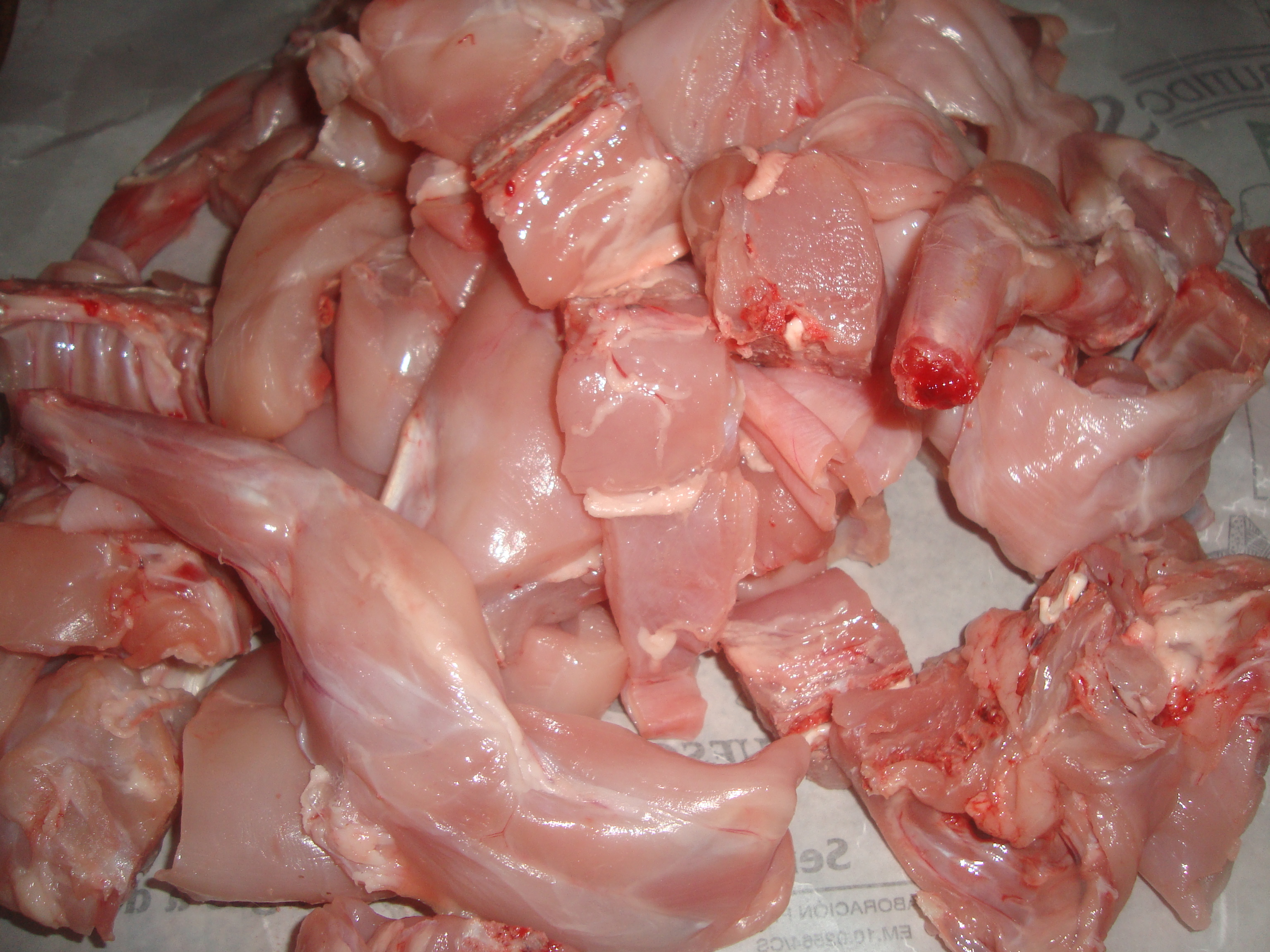
Carne di coniglio

La carne di coniglio è una carne bianca e molto digeribile.

### Valori nutrizionali
Una porzione di 100 grammi di carne di coniglio fornisce circa 130 Kcal e contiene il 20% di proteine e il 5,5% di grassi; i carboidrati sono assenti. Per quanto riguarda i minerali, contiene una buona quantità di potassio, fosforo e magnesio, mentre il contenuto di sodio e ferro è ridotto.

## Tagli della carne
Il coniglio può essere venduto intero o diviso in due carcasse. La carcassa anteriore comprende il collo, le spalle e il petto o carrè; la testa non viene utilizzata. La carcassa posteriore (che contiene una maggiore quantità di carne) comprende la sella (parte centrale della schiena), la pancia e le cosce. Vi sono poi le frattaglie, che comprendono il fegato, il rognone, il cuore e i polmoni; ad eccezione del fegato, le frattaglie sono molto piccole e quindi poco utilizzate. Per venire incontro alle esigenze del consumatore moderno, oltre alle carcasse intere e alle mezze carcasse oggi si cominciano a vendere anche altri tagli (ad es. le cosce) e prodotti trasformati come gli hamburger, in modo da rendere più semplice la preparazione culinaria.

## Cucina
La carne di coniglio può essere cucinata arrosto, al forno o in umido. Fra le ricette tradizionali italiane vi sono il coniglio in porchetta (Romagna), il coniglio alla sanremese e il coniglio all'ischitana.

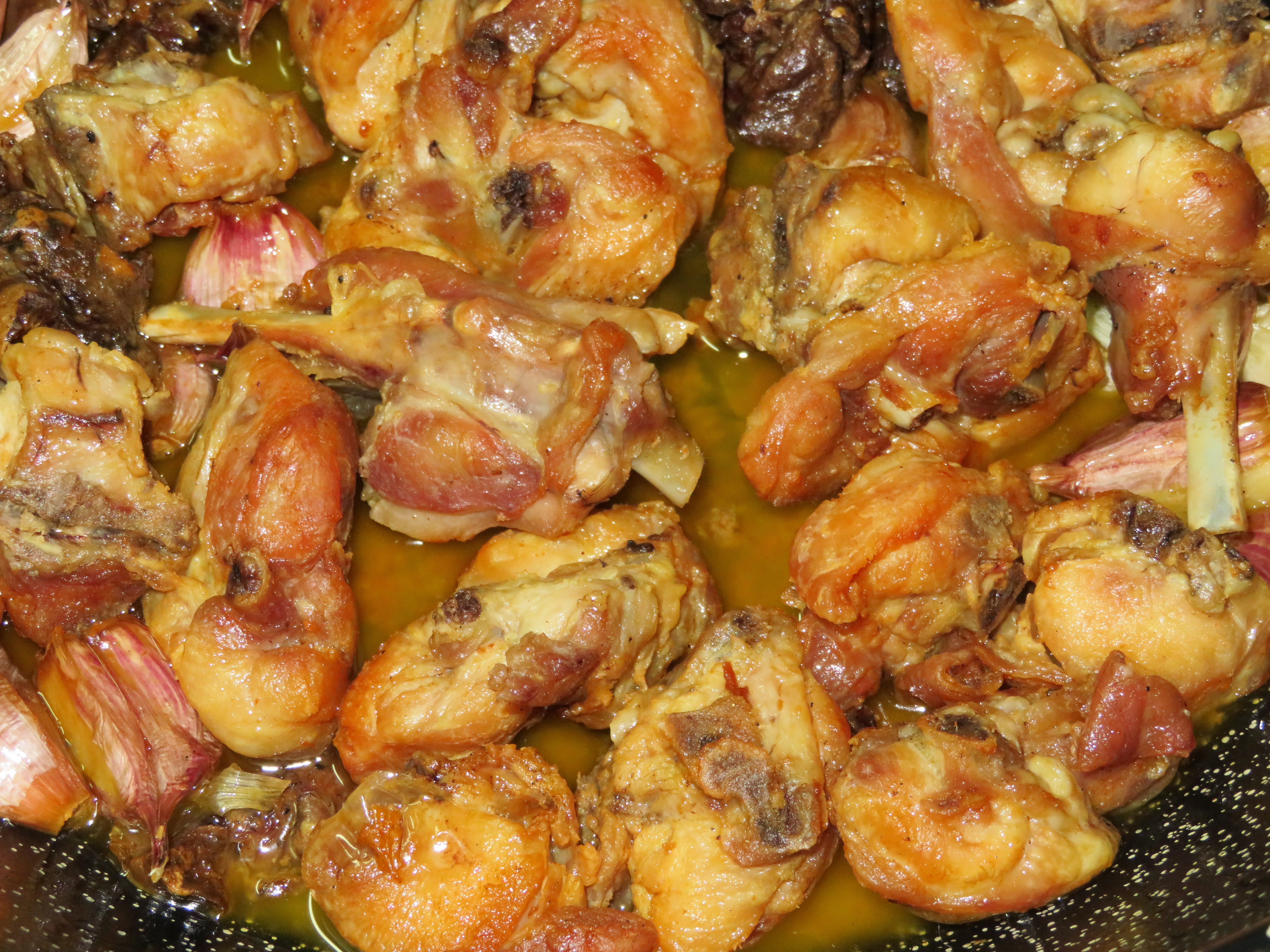
Carne di coniglio